# غوردانا غروبين
غوردانا غروبين مواليد 20 أغسطس 1972 في جمهورية يوغوسلافيا الاشتراكية الاتحادية، هي لاعبة كرة سلة صربية سابقة. بدأت مسيرتها الاحترافية في سنة 0000. اعتزلت اللعب في 2007.

## المسيرة الاحترافية
لعبت مع لوس أنجلوس سباركس في سنة 1999، ثم لعبت مع إنديانا فيفر في موسم 2000–2001، ثم لعبت مع نادي بارما لكرة السلة للسيدات في موسم 2000–2001، ثم لعبت مع فينيكس ميركوري في سنة 2002، ثم لعبت مع نادي بارما لكرة السلة للسيدات من سنة 2003 إلى 2005.

## روابط خارجية
- غوردانا غروبين على موقع الاتحاد الدولي لكرة السلة (الإنجليزية)
- غوردانا غروبين على موقع الاتحاد الوطني لكرة السلة النسائية (الإنجليزية)
- غوردانا غروبين على موقع كرة السلة الأوروبية.كوم (الإنجليزية)
- غوردانا غروبين على موقع بروبوليرز (الإنجليزية)
- غوردانا غروبين على موقع سبورتس رفرنس (الإنجليزية)